# Моабітський зошит
«Моабі́тський зо́шит» (рос. «Моабитская тетрадь») — радянський художній фільм 1968 року, про татарського поета Мусу Джаліля.

## Сюжет
Фільм про татарського поета Мусу Джаліля. Під час Любанської операції Великої Вітчизняної війни Джаліль, зазнавши поранення, потрапляє в полон до німців. У німецькому концентраційному таборі він намагається організувати підпільне антифашистське об'єднання, але внаслідок зради недругів знову потрапляє в катівні — цього разу до берлінської в'язниці Моабіт. Його засуджують до смертної кари. Очікуючи виконання вироку, Муса Джаліль пише вірші, сповнені духу патріотизму й відваги. Моабітський зошит — це блокнот, у який він крадькома від тюремних наглядачів занотовував свої вірші.

## У ролях
- Петро Чернов — Муса Джаліль
- Азгар Шакіров —  Абдула Алішев
- Рафкат Бикчентаєв —  Шафі Алмаз
- Айварс Богданович —  Андре Тіммерманс
- Хавза Мінгашудінова —  мадам Ідрісі
- Лаймонас Норейка — Альфред Розенберг
- Анатолій Шведерський —  Казімєж
- Ільдар Хайрулін —  Зайні
- Дмитро Барков —  Манфредіні
- Віктор Колпаков —  наглядач
- Стяпонас Космаускас —  Юритко
- Олександр Михайлов —  Унгляуб
- Сергій Свистунов —  німецький капітан
- Віталій Матвєєв —  засуджений  (немає в титрах)

## Знімальна група
- Автори сценарію: Володимир Григор'єв, Едгар Дубровський, Сергій Потепалов
- Режисер:  Леонід Квініхідзе
- Оператор:  В'ячеслав Фастович
- Художник:  Олександр Блек
- Композитор:  Владислав Успенський
- Звукооператор: Ірина Волкова